# Silba foldvarii
Silba foldvarii är en tvåvingeart som beskrevs av Macgowan 2007. Silba foldvarii ingår i släktet Silba och familjen stjärtflugor.
Artens utbredningsområde är Thailand. Inga underarter finns listade i Catalogue of Life.